# Järn(II)hydroxid
Järn(II)hydroxid är en hydroxid av tvåvärt järn och har formeln Fe(OH)2. Den förekommer naturligt i mineralet fougerit.

## Egenskaper
Färgen på järn(II)hydroxid kan variera; Överskott på Fe3+ gör den brun medan överskott på syre gör den grön. Det är en Layered Double Hydroxide (LDH) vilket ger den förmågan att binda anjoner till sin positivt laddade yta.

## Framställning
Järn(II)hydroxid framställs genom att järn(II)sulfat (FeSO4) får reagera med en bas, till exempel natriumhydroxid (NaOH).
{\displaystyle {\rm {FeSO_{4}+2\ NaOH\rightarrow Fe(OH)_{2}+Na_{2}SO_{4}}}}

## Användning
På grund av att den är en LDH så används den för att rena vatten från selenit– (SeO3–) och selenat– (SeO42–) joner. Resultatet blir utfällningar av olösligt FeSe och FeSe2.
Järn(II)hydroxid används också som anod i Ni-Fe batterier.